# Tôn Điện Anh
Tôn Điện Anh (phồn thể: 孫殿英; giản thể: 孙殿英; bính âm: Sun Dianying; Wade-Giles: Sun Tienying) (1889 - 1947), là một lãnh chúa quân phiệt thời Trung Hoa Dân Quốc (1912-1949).

## Tiểu sử
Sinh năm 1889 tại Vĩnh Thành, Hà Nam, Tôn vốn là một tướng lĩnh quân phiệt quanh vùng Hà Nam, An Huy. Ông dần dần mở rộng ảnh hưởng theo năm tháng. Năm 1925, Tôn gia nhập Quân đội Cách mạng Quốc dân. Năm 1928, ông tiến hành vụ đào trộm mộ tai tiếng tại Đông Lăng của các hoàng đế Mãn Thanh. Trong những lăng mộ bị xâm phạm có cả mộ của Càn Long Đế và Từ Hi Thái hậu. Về sau, cùng Phùng Ngọc Tường và Diêm Tích Sơn, Tôn tham gia nhiều phong trào chống Tưởng Giới Thạch.
Năm 1932-33, khi Sư đoàn kỵ binh 4 và Sư đoàn 6 Lục quân Đế quốc Nhật Bản xâm lược Nhiệt Hà trong Chiến dịch Nekka, ông chỉ huy Binh đoàn 41 kháng cự hiệu quả trong Trận Nhiệt Hà. Tuy cải thiện được thanh danh, nhưng ông cũng nhân cơ hội mở rộng thế lực. Tại thời điểm ký kết Hiệp định đình chiến Đường Cô, lực lượng của Tôn trú đóng tuyến đường sắt chiến lược Bắc Bình – Tuy Viễn.
Tháng 5 năm 1933, cùng Phùng Ngọc Tường tại Sát Cáp Nhĩ tổ chức Quân kháng Nhật Nhân dân Sát Cáp Nhĩ, Tôn cũng ủng hộ chống Nhật và chỉ trích chính phủ trung ương của Tưởng Giới Thạch, nhưng vẫn trung thành với Tưởng. Chính phủ Quốc dân lo ngại Tôn Điện Anh có thể hợp tác với quân kháng Nhật của Phùng, cho phép họ sử dụng tuyến đường sắt để bổ sung lực lượng. Tuy nhiên Tôn cũng không sẵn sàng vướng vào một cuộc xung đột với Tưởng. Ông hi vọng có thể tham gia phát triển vùng Tây Bắc và kiểm soát một vùng lãnh thổ riêng tại đó. Giữa tháng 6, khi Tưởng lệnh cho Tôn rút quân khỏi tuyến đường sắt và lui về Thanh Hải hoang vu, ông vẫn tuân lệnh. Quân của Tưởng thay thế họ vào tháng 7, cắt đứt đường liên lạc của quân kháng Nhật với phần còn lại của Trung Hoa.
Tưởng dự tính cho Mã gia quân ở Tây Bắc đối phó với Tôn Điện Anh để cả hai cùng suy yếu. Thêm vào đó, Tưởng phái Chu Thiệu Lương đến Tây Bắc làm Chủ nhiệm Bình định Cam Túc. Ông này vì lợi ích cá nhân, đã bí mật thuyết phục 3 tướng họ Mã chặn đường không cho Tôn đến nhiệm sở mới. Bị kháng cự mãnh liệt và sự yếu ớt của thế lực họ Tưởng trong vùng này khiến Tôn quyến định dừng quân không tiến vào tỉnh Tuy Viễn vào tháng 11 năm 1933. Tuy nhiên lực lượng của ông bắt đầu thiếu lương thực và trở nên bất bình vì phải đóng quân một chỗ.
Tháng 1 năm 1934, với một đội quân đói khát và sắp sửa nổi loạn, Tôn Điện Anh buộc phải đưa 60,000 quân Tây tiến từ Tuy Viễn vào Ninh Hạ, lãnh thổ của Mã Hồng Tân. Được các tướng họ Mã là Mã Hồng Quỳ ở Cam Túc, và Mã Bộ Phương cùng em trai Mã Bộ Thanh tại Thanh Hải, Mã Hồng Tân từ chối và cùng lực lượng liên hợp Mã gia quân tấn công Tôn. Hai bên giao chiến trong 3 tháng, đều tổn thất nặng nề. Cuối cùng vào tháng 3, Diêm Tích Sơn cho quân cắt đứt đường rút lui của Tôn, trong khi Tưởng Giới Thạch nhân cơ hội này công khai cách hết mọi chức vụ của Tôn. Tôn Điện Anh buộc phải rút về Bao Đầu vào đầu tháng 4, rồi về ở ẩn tại Thái Nguyên. Tàn quân của ông bị Diêm Tích Sơn thu tóm.
Năm 1937, khi Chiến tranh Trung-Nhật lần thứ 2 bùng nổ, Tôn một lần nữa tái xuất chỉ huy quân đội chống Nhật, nhận chức tư lệnh du kích quân Hà Bắc-Sát Cáp Nhĩ năm 1938. Năm 1943, ông trở thành Tư lệnh Binh đoàn 5. Tuy nhiên ông đầu hàng quân Nhật không lâu sau và được trao quyền chỉ huy Tập đoàn quân 24 của Chính phủ Nam Kinh bù nhìn. Tháng 8 năm 1943, quân của ông bị Hồng quân đánh bại trong Chiến dịch Linnan.
Sau khi Chiến tranh Trung-Nhật lần thứ 2 kết thúc, Tôn tham gia Nội chiến Trung Hoa bên phe Quốc dân đảng. Năm 1947, ông bị Quân giải phóng Nhân dân đánh bại và bị cầm tù. Ông chết trong một trại tù binh chiến tranh.